# Ungun
Ungun (in lingua russa Унгун) è un centro abitato dell'Oblast' autonoma ebraica, situato nel Leninskij rajon.